# Electric Jewels
Electric Jewels es el tercer álbum de estudio de la banda de rock canadiense April Wine. Este álbum alcanzó el puesto 73° en la lista de los 100 mejores álbumes canadienses en el año 2007. Durante la grabación de Electric Jewels los hermanos Henman abandonaron la banda por cuestiones creativas y después, fueron reemplazados por el guitarrista Gary Moffet y el baterista Jerry Mercer.

## Lista de canciones
Todas las canciones fueron escritas por Myles Goodwyn, excepto donde se especifique lo contrario.
1. "Weeping Widow" (Robert Wright, alias 'Art La King') – 3:54
2. "Just Like That" – 3:09
3. "Electric Jewels" – 5:59
4. "You Opened up My Eyes" – 4:50
5. "Come on Along" – 4:29
6. "Lady Run, Lady Hide" – 2:57
7. "I Can Hear You Callin'" – 3:25
8. "Cat's Claw" – 4:46
9. "The Band has Just Begun" – 4:12

## Formación
- Myles Goodwyn - voz, guitarra, mandolina, piano y mellotron.
- Jim Clench - bajo y coros
- Gary Moffet - guitarra y coros
- Jerry Mercer - batería